# La Riba (Tarragona)
La Riba es un municipio y localidad española de la provincia de Tarragona, en la comunidad autónoma de Cataluña. Perteneciente a la comarca del Alto Campo, tiene una población de 569 habitantes (INE 2024).

## Geografía
Es un pequeño municipio situado al noroeste de la comarca del Alto Campo. Estación de ferrocarril de la línea Tarragona-Lérida. Atraviesa el núcleo la carretera C-14 Reus a Montblanch. Término muy escarpado, calles son muy empinadas. Está atravesado por el río Francolí y cerca de la población, recibe las aguas de uno de sus afluentes, el Brugent, que nace cerca de Capafons y pasa por Farena.

## Historia
Se han encontrado restos procedentes del Paleolítico. La carta de población es del año 1155 y fue otorgada por el conde Ramón Berenguer IV.
En tiempos perteneció a la veguería de Montblanch, una antigua demarcación administrativa de Cataluña que existió desde 1163 hasta los Decretos de Nueva Planta de 1716, y forma parte de las tierras del condado de Prades. Su iglesia diócesis sufragánea de la parroquia de Vilavert hasta el siglo XVIII, en que se convirtió en parroquia propia, y más tarde pasó a formar parte de la comarca del Alto Campo.

## Geografía humana

### Demografía
Cuenta con una población de 569 habitantes (INE 2024).
| Gráfica de evolución demográfica de La Riba entre 1842 y 2021                                                         |
| |
| Población de derecho según los censos de población del INE. Población de hecho según los censos de población del INE. |

### Economía
Se trata de un pueblo eminentemente industrial. Desde sus orígenes medievales ha acogido numerosos molinos tanto harineros como de papel, que aprovechaban la energía de una acequia que discurre por el interior del núcleo y que toma agua del Brugent y desemboca en el Francolí. La industria papelera sigue siendo la principal actividad económica.
Menos importancia tiene el turismo. Las principales actividades están dedicadas a la acampada ya que tradicionalmente es un lugar frecuentado para montañistas y escaladores.

#### Los molinos papeleros
El impulso industrial de La Riba se inicia en el siglo XVIII, con la instalación de los primeros molinos de papel modernos por el tarragonés Ignasi Carbó. A lo largo del siglo se multiplicaron tanto en el pueblo como en el río Brugent y el Francolí. En La Roba había, en el siglo XIX, 42 molinos papeleros cuya materia prima era principalmente la paja de los cereales, traída en carros desde la comarca de  Urgel. También se utilizaban trapos viejos y más tarde las alpargatas conocidas en Cataluña como esparteñas, de suela de esparto.
Los molinos estaban en tres zonas diferentes, había 20 en la población, 15 a orillas del río Brugent y 7 a orillas del río Francolí. Los molinos del pueblo se alineaban todos a un lado de la calle de la Costa Alta, estrecho y empinado, y el agua saltaba de un molino a otro en los alto del pueblo. Los más antiguos eran el molino del Siurana, de 1721l, el molino de Cal Camps, de 1758 y el molino del Cap de la Riba, construido en 1791. A orillas del río Brugent, la mayoría estaban fuera del término estricto de la población, a causa de la condición fronteriza del río, aunque su explotación correspondía a los habitantes de ésta. Los molinos de Figuerola, situados en el antiguo término de Rojals, hoy pedanía de Montblanch, ante el puente de la carretera que lleva a Farena, están junto a los muros de la capilla de Sant Domènec, hoy en ruinas. Durante un tiempo, fue la fábrica de electricidad que abastecía a La Riba. La maquinaría se trasladó después al molino de Fort, aguas arriba, y durante varios años abasteció de luz a Farena. En 1860, figuraba como aldea. El molino del Jan, también en Rojals, se construyó antes de 1872. El molino de la Font Gran, en el término de Vilavert, se convirtió en piscifactoría que funcionó en los primeros decenios del siglo XX y ha sido reabierta hace poco. Había otros establecimientos: el molino del Tresos, así llamado porque los tres propietarios se repartían los gastos y beneficios a partes iguales; el molino Esmolador, hoy desaparecido, donde se dice que se molía pólvora; Cal Pere Marí, transformado después en masía, y finalmente el molino del Mas y el molino del Pascual, ambos en el término de Vilavert. A orillas del Francolí se encontraba el molino del Estret, donde se instalaría más tarde un molino para extraer aceite de orujo y más adelante una fábrica de lejía. Aguas abajo había el molino del Manxes. El molino de la Roca se convirtió en una fábrica de cazos de aluminio, de la firma Hispano Suiza. El molino de los Capellanes, que fue propiedad de los sacerdotes de Alcover, estaba situado entre los anteriores. El más importante era el de las Roixe·les, donde años atrás había una fábrica de hilados y dos fábricas de papel, y donde más adelante también se fabricó lejía.
El año 1874, las lluvias de Santa Tecla provocaron desastres en La Riba. las aguas del río Brugent se llevaron los dos molinos viejos de Figuerola, destruyeron el molino de los Tresos, donde uno de los propietarios perdió la vida, y el molino de Pascual quedó también arruinado. La confluencia del río Brugent y el Francolí, a causa de la entrada del primero en sentido opuesto al del segundo, provocó una acumulación de agua que se llevó el puente, el molino del Manxes, donde también hubo víctimas, y el molino de los Capellanes. Una proverbio de aquellos años dice: 'A l’Espluga són orugues, a Montblanc són podallers, a Vilaverd toquen l’arpa, i a la Riba fan papers'. En 1964, en La Riba había 7 empresas. Al final de los años 90, la industria papelera seguía siendo el principal medio de vida de los habitantes de la localidad. El sector secundario ocupaba en 2001 al 61 % de la población.
Con la llegada del siglo XX y en años posteriores, los antiguos molinos dieron lugar a la creación de industrias modernas, sobre todo papeleras, pero también de hilados y tejidos.
A principios del siglo XIII, ya había en La Riba diversos molinos, de los cuales algunos eran llamados molendis draparis, que se interpreta (Bofill i Pau Vila) como molinos de trapos, es decir, como molinos de papel. El 23 de octubre de 1584, el monje Antoni Castro procurador general del arzobispo Antoni Agustí, autoriza a Llorenç Roig, agricultor de la Riba, a levantar un molino papelero junto a otro harinero que ya funcionaba en la orilla izquierda del río Brugent, en el término de Vilaverd, a cambio del pago de 5 sueldos pagaderos el día de Navidad. A finales del siglo XVI, en 1591, el arzobispo Joan Terés autoriza a los vecinos de la parroquia de La Riba, pedanía de la de Vilaverd, a poner una pila bautismal propia y ahorrarse ir a bautizar a Vilaverd atravesando el río Francolí.

## Cultura

### Fiestas
En el mes de agosto se celebra la fiesta dedicada a San Abdón y San Senén. En el mes de noviembre se celebra la festividad de San Andrés.

## Vecinos ilustres
- Isidro Gomá, arzobispo de Toledo.